# Louis Heitsch
Louis Heitsch (* 24. Dezember 1866 in Uelzen; † 29. Dezember 1921 in Elberfeld) war ein deutscher Bildhauer und Kunstpädagoge.

## Leben
Louis Heitsch war seit 1897 Lehrer an der 1896 gegründeten Handwerker- und Kunstgewerbeschule Elberfeld. 1906 erfolgte die Ernennung zum Professor. An der Schule unterrichtete er „Fachklassen für plastische Kunst, verbunden mit ergänzendem Unterricht im Treiben von Metallen und Holzschnitzen“. Im Kollegium waren damals unter anderem Alfred Johann Altherr, Max Bernuth und Julius Mermagen als Lehrer vertreten. Im Zeitraum 1900 bis 1915 ist Heitsch als Bildhauer von Grabdenkmälern, Gedenkplatten und weiteren plastischen Arbeiten greifbar. Neben Karl Blossfeldt wurde er als Modelleur von plastischen Unterrichtsmaterialien für den Maler und Kunstgewerbelehrer Moritz Meurer tätig. Er war Mitglied im Bund der Gewerbeschulmänner in Preußen. Der in Elberfeld geborene Fritz Heitsch (1900–1971), ebenfalls Bildhauer, später Stadtdirektor von Kamen, war sein Sohn.

## Werke (Auswahl)

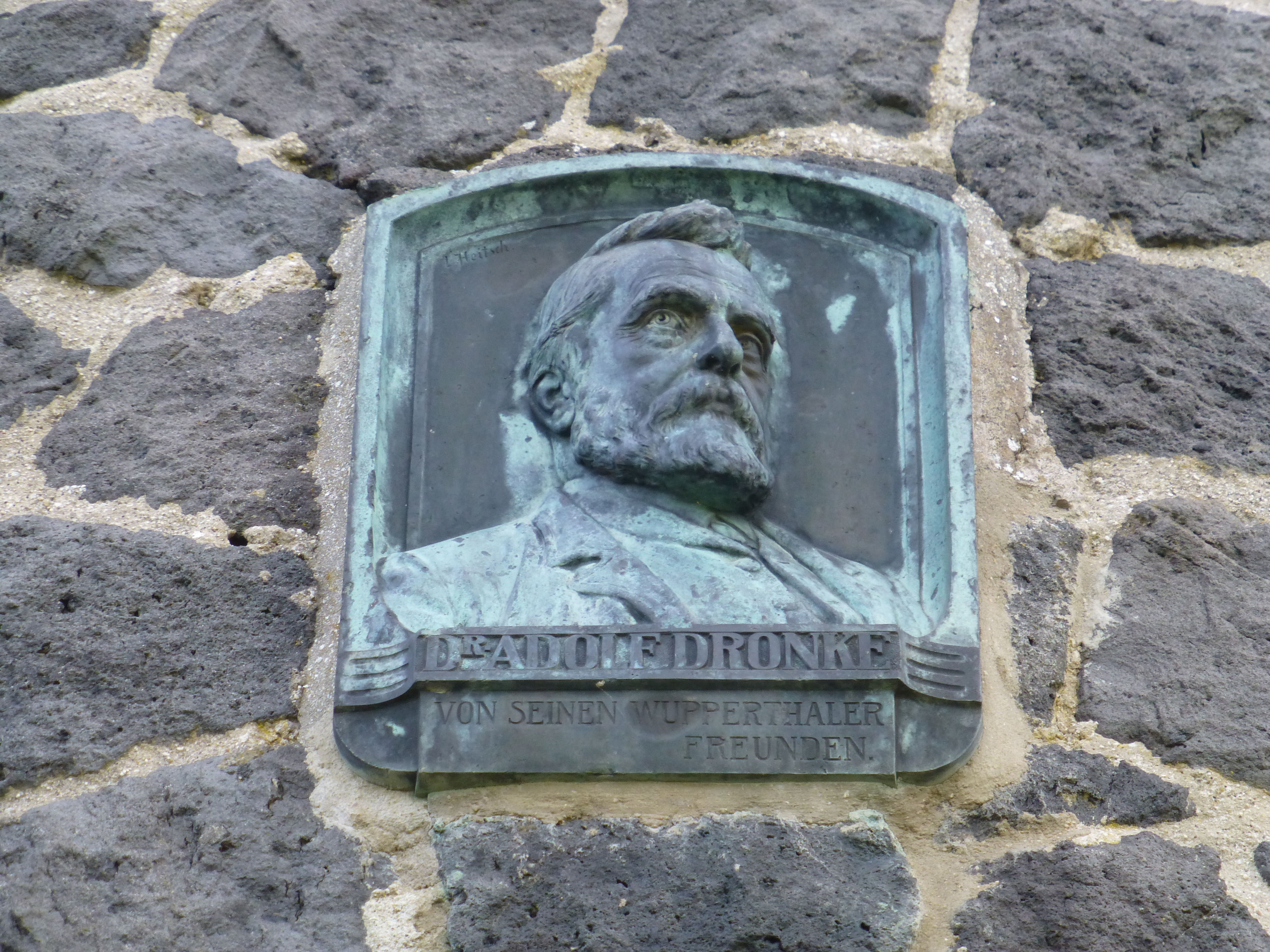
Reliefporträt für Adolf Dronke am Dronketurm, um 1902

### Grabdenkmäler
- um 1905: Bronzene Engelsfigur auf dem Grabmal Adolf Wolfsteins, ausgeführt mit der Bronzegießerei Förster & Kracht, Düsseldorf (Lutherischer Friedhof Hochstraße in Wuppertal)

### Gedenkplatten
- um 1902: Reliefporträt des Eifelverein-Gründers Adolf Dronke am Dronketurm in Schalkenmehren[6]
- um 1910: Bronzetafel bei der Villa Freytag zur Jahrhundertfeier 1610–1910 der Stadt Elberfeld[7]
- 1910: Gedenktafel für Gustav Platzhoff, den Gründer des Elberfelder Verschönerungsvereins, Briller Viertel, Wuppertal-Elberfeld

### Weitere Arbeiten
- um 1904: Flaggenmast und Bergischer Löwe auf dem Neumarkt vor dem Rathaus Elberfeld (Auftragsarbeit für deren Stifter August von der Heydt)[8]
- 1915: Entwurf des Nagelbilds Eiserner Ritter (Auftragsarbeit für den Verein „Kriegshülfe“)[9]
- 1915: Verdienst-Medaille Eiserner Ritter[10]